# Fernando Salinas
Luis Fernando Salinas De los Ríos (ur. 18 maja 1960 w Tarija) – boliwijski piłkarz grający na pozycji napastnika. Wraz z Club Bolívar 7-krotny mistrz kraju oraz król strzelców ligi boliwijskiej w latach 1987 i 1988. Uczestnik turniejów Copa América 1983 (3 mecze) oraz 1989 (1 mecz).